# モダン日本

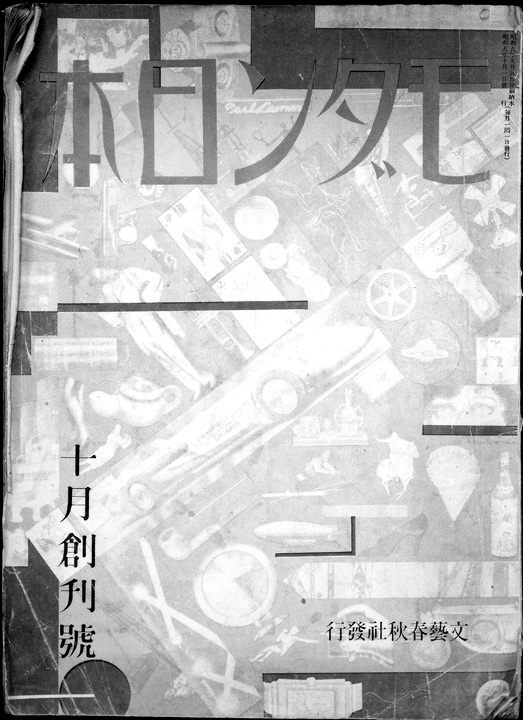
『モダン日本』創刊号の表紙

『モダン日本』（モダンにっぽん）は、昭和初期に創刊された娯楽雑誌。昭和モダニズムを標榜する誌面で、1930年に菊池寛によって創刊された。戦時中は『新太陽』に改名するが、戦後に再び『モダン日本』として復刊した。
後に作家となる吉行淳之介が戦後の『モダン日本』の編集者を務めたことでも知られている。

## 創刊・戦前
『文藝春秋』『オール讀物』を発行していた菊池寛が、1930年10月に創刊した。創刊号巻頭で菊池は「現代日本」の生活、実際科学、娯楽、趣味を中心とした興味本位の雑誌という趣旨とした。誌名は当初「モダン・ライフ」が考えられており、創刊号には久米正雄「外出着のモダン・ライフ」も寄稿された。表紙絵は東郷青児、記事はエロ・グロ・ナンセンスが基調で、女性の恋愛に関する読み物や外国女優のグラビア、浜尾四郎による海外の猟奇事件を紹介する読み物、中村正常、辰野九紫、徳川夢声の読み物などが掲載、谷譲次、丸木砂土などの連載小説があった。また大学野球に力を入れた。
創刊号が話題になったもののその後は伸び悩み、1931年に『オール讀物』などにいた馬海松が参加し、130ページで定価40銭だったのを9月号から80ページ定価10銭として誌面を刷新。続いて翌年2月号から馬が社長となり独立したモダン日本社から発行されることになった（発売元は文藝春秋社）。時勢、政治なども扱うようになり、川端康成の連載「浅草の九官鳥」「水上心中」、吉川英治「狐雨」、舟橋聖一「泡雪峠」、「牧野信一や大佛次郎などの随筆、コントを掲載。戦争が激しくなると、時局に乗じた記事が多くなり、馬は編集を離れ、朝鮮に戻った。
戦時中の1943年、新太陽社と社名を変え、『新太陽』と改題。6万部を発行していた。

## 戦後
新太陽社を牧野英二が引き継ぎ、1946年から『モダン日本』と誌名を戻し、風俗小説誌として刊行。1947年には発行部数20万部となる。大佛次郎や田村泰次郎が活躍し、久生十蘭「だいこん」の連載が人気を博した。1947年、新太陽社に入社した吉行淳之介はやがて『モダン日本』編集部に移る。吉行によれば当時の同誌は「伝統ある一流娯楽誌」として執筆者から敬意を払われていたという。芥川賞・直木賞候補にもなった辻勝三郎も一時編集長を務め、1948年からは澁澤龍彦がアルバイトとして入社した。吉行は、1947年に結成された独立漫画派の小島功、関根義人、赤川童太、やなせたかし、六浦光雄や、投稿してきた鈴木義司らの漫画も掲載し、挿絵画家として風間完、永田力も採用した。
1949年になると新太陽社の経営は赤字になり、『モダン日本』は1950年4月号で打ち切られた。社長の牧野らは新たな出資者を得て別会社のモダン日本出版部を立ち上げ、小型判の『別冊モダン日本』を刊行する。編集者は吉行と津久井柾章（名和青朗・名和左膳）の2人だった。「全国色街案内」などの特集号が好評で、翌年まで13号を発行して黒字となるが、牧野が出資者と対立して廃刊となる。
『別冊モダン日本』廃刊後
牧野ら3人は新しく三世社を起こして『講談讀切倶楽部』を創刊する。富永一朗も吉行に才能を見出された一人だが、富永によると、作品が掲載されたのは『モダン日本』ではなく『講談讀切倶楽部』だったという。この間吉行は同人誌に小説を書き、「原色の街」で1952年に芥川賞候補となり、津久井は新雑誌に書いた漫才台本をNHKに売り込んで放送作家に進む。
なお、三世社から1959年に『週刊モダン日本』が刊行されたことがある。